# Castorone
Le PLV Castorone (Pipe Laying Vessel) est un navire poseur de canalisations autopropulsé à positionnement dynamique  pour le plus grand fournisseur de services offshore italien Saipem, ancienne filiale de la société énergétique Eni. Le navire, qui a été lancé en 2012 par le chantier naval italien Fincantieri à Palerme, navigue sous le pavillon de complaisance des Bahamas, enregistré au port de Nassau.

## Structure et technologie

### Propulsion
Le navire possède 8 groupes électrogènes principaux de 8.400 kW, 1 générateur de secours de 1.200 kW alimentant : 2 arbres principaux de 8.000 kW (avec 2 gouvernails), 6x1 propulseur azimutal rétractable, 2x1 propulseur d'étrave et 2x1 propulseur de poupe. Il dispose du système de positionnement dynamique

### Pose de pipelines et autres équipements
Son pont de travail a une surface de 4.300 m². Il est équipé d'une grue principale de 600 tonnes, de grues annexes de 110, 30 et 25 tonnes. Sa rampe arrière de type S-Lay de 120 mètres de long permet la pose des pipelines de plus d'un mètre de diamètre avec une force de 3 x 250 tonnes de tension.

### ROV
Il est équipé, sous hangar, de deux sous-marins télécommandés de travail (WROV)  capables d'effectuer des tâches à des profondeurs allant jusqu'à 3.000 mètres.

### Hébergement et pont d'hélicoptère
Le module de vie offre un espace pour un maximum de  347 personnes. Le logement est conforme aux normes de sécurité internationales et propose, en plus des cabines, des espaces de détente, des bureaux, un hôpital, une cafétéria, un cinéma, une salle de conférence et un gymnase. L'hélipad est approuvé pour les hélicoptères de type Sikorsky S-61, Sikorsky S-92 et Super Puma.